# Liste der Resolutionen des UN-Sicherheitsrates (2022)
Diese Liste der Resolutionen des UN-Sicherheitsrates nennt die vom Sicherheitsrat der Vereinten Nationen im Jahr 2022 verabschiedeten Resolutionen
| Nummer | Datum         | Gegenstand | Mission          |
| ------ | ------------- | --- | ---------------- |
| 2618   | 27. Januar    | Die Situation in Zypern | UNFICYP          |
| 2619   | 31. Januar    | Situation in Libyen | UNSMIL           |
| 2620   | 15. Februar   | Berichte des Generalsekretärs über Sudan und Südsudan                                                                                             |                  |
| 2621   | 22. Februar   | Die Situation zwischen Irak und Kuwait |                  |
| 2622   | 25. Februar   | Nichtverbreitung von Kernwaffen |                  |
| 2623   | 27. Februar   | Einberufung einer Dringlichkeitssitzung der UNO-Generalversammlung zur russischen Invasion in der Ukraine                                         |                  |
| 2624   | 28. Februar   | Die Situation im Nahen Osten | UNMHA            |
| 2625   | 15. März      | Berichte des Generalsekretärs über Sudan und Südsudan                                                                                             | UNMISS           |
| 2626   | 17. März      | Die Situation in Afghanistan | UNAMA            |
| 2627   | 25. März      | Nichtverbreitung/Demokratische Republik Korea |                  |
| 2628   | 31. März      | Die Situation in Somalia | AMISOM           |
| 2629   | 29. April     | Situation in Libyen | UNSMIL           |
| 2630   | 12. Mai       | Berichte des Generalsekretärs über Sudan und Südsudan                                                                                             | UNISFA           |
| 2631   | 26. Mai       | Die Situation betreffend Irak | UNAMI            |
| 2632   | 26. Mai       | Die Situation in Somalia | UNSOM            |
| 2633   | 26. Mai       | Berichte des Generalsekretärs über Sudan und Südsudan                                                                                             |                  |
| 2634   | 26. Mai       | Frieden und Sicherheit in Afrika |                  |
| 2635   | 3. Juni       | Die Situation in Libyen |                  |
| 2636   | 3. Juni       | Berichte des Generalsekretärs über Sudan und Südsudan                                                                                             | UNITAMS          |
| 2637   | 22. Juni      | Internationaler Residualmechanismus für die Ad-hoc-Strafgerichtshöfe                                                                              |                  |
| 2638   | 22. Juni      | Internationaler Gerichtshof |                  |
| 2639   | 27. Juni      | Die Situation im Nahen Osten | UNDOF            |
| 2640   | 29. Juni      | Die Situation in Mali | MINUSMA          |
| 2641   | 30. Juni      | Die Situation betreffend die Demokratische Republik Kongo                                                                                         |                  |
| 2642   | 12. Juli      | Die Situation im Nahen Osten |                  |
| 2643   | 13. Juli      | Die Situation im Nahen Osten | UNMHA            |
| 2644   | 13. Juli      | Die Situation in Libyen |                  |
| 2645   | 15. Juli      | Die Situation in Haiti | BINUH            |
| 2646   | 28. Juli      | Die Situation in Zypern | UNFICYP          |
| 2647   | 28. Juli      | Die Situation in Libyen | UNSMIL           |
| 2648   | 28. Juli      | Die Situation in der Zentralafrikanischen Republik                                                                                                |                  |
| 2649   | 30. August    | Die Situation in Mali | MINUSMA          |
| 2650   | 31. August    | Die Situation im Nahen Osten | UNIFIL           |
| 2651   | 15. September | Bedrohungen des Weltfriedens und der internationalen Sicherheit                                                                                   |                  |
| 2652   | 29. September | Wahrung des Weltfriedens und der internationalen Sicherheit                                                                                       |                  |
| 2653   | 21. Oktober   | Die Situation in Haiti | BINUH            |
| 2654   | 21. Oktober   | Die Situation betreffend Westsahara | MINURSO          |
| 2655   | 27. Oktober   | Sicherheitsrat würdigt Kolumbiens Bekenntnis zum Friedensprozess und verlängert einstimmig Mandat der Verifikationsmission der Vereinten Nationen | UNMC             |
| 2656   | 28. Oktober   | Die Situation in Libyen | UNSMIL           |
| 2657   | 31. Oktober   | Die Situation in Somalia | UNSOM            |
| 2658   | 2. November   | Die Situation in Bosnien und Herzegowina | Operation Althea |
| 2659   | 14. November  | Die Situation in der Zentralafrikanischen Republik                                                                                                | MINUSCA          |
| 2660   | 14. November  | Berichte des Generalsekretärs über Sudan und Südsudan                                                                                             | UNISFA           |
| 2661   | 15. November  | Die Situation in Somalia | UNSOM            |
| 2662   | 17. November  | Die Situation in Somalia | UNSOM            |
| 2663   | 30. November  | Nichtverbreitung von Massenvernichtungswaffen |                  |
| 2664   | 9. Dezember   | Allgemeine Sanktionsfragen |                  |
| 2665   | 16. Dezember  | Bedrohungen des Weltfriedens und der internationalen Sicherheit durch terroristische Handlungen                                                   |                  |
| 2666   | 20. Dezember  | Die Situation betreffend die Demokratische Republik Kongo                                                                                         | MONUSCO          |
| 2667   | 20. Dezember  | Die Situation betreffend die Demokratische Republik Kongo                                                                                         |                  |
| 2668   | 21. Dezember  | Friedenssicherungseinsätze der Vereinten Nationen                                                                                                 |                  |
| 2669   | 21. Dezember  | Die Situation in Myanmar |                  |
| 2670   | 21. Dezember  | Die Situation in Somalia |                  |
| 2671   | 22. Dezember  | Die Situation im Nahen Osten |                  |